# Idioma ndombe
Ndombe (Dombe) es una lengua bantú de Angola. Guthrie lo asignó al grupo bantú R.10, que, aparte de Umbundu Pfouts (2003), se estableció como parte de la rama kavango-bantú suroccidental. Aunque no se menciona específicamente, Ndombe también puede estar en esa rama.
No existe una forma estándar de Ndombe, ni un sistema de escritura establecido.